# کاتیا کی
کاتیا کی (انگلیسی: Katja K؛ زاده ۷ فوریهٔ ۱۹۶۸) بازیگر پیشین پورنوگرافی اهل دانمارک است.